# Rock Dog
Rock Dog è un film d'animazione del 2016 diretto da Ash Brannon, basato sul romanzo grafico cinese Tibetan Rock Dog di Zheng Jun.
La pellicola è una co-produzione tra la cinese Huayi Brothers e la statunitense Mandoo Pictures. Il cast vocale comprende Luke Wilson, Eddie Izzard, J. K. Simmons, Lewis Black, Kenan Thompson, Mae Whitman, Jorge Garcia, Matt Dillon e Sam Elliott.

## Trama
Bodi è un giovane mastino tibetano che vive in un villaggio tra le montagne, spinto a seguire le orme paterne come guardiano di un gregge di pecore. Ma Bodi ha altre aspirazioni e quando una radio cade letteralmente dal cielo, decide di trasferirsi nella grande città per diventare una rock star.

## Distribuzione
Il film è stato presentato in anteprima al Shanghai International Film Festival e poi distribuito nelle sale cinematografiche cinesi l'8 luglio 2016. In Italia è stato distribuito il 1º dicembre 2016, mentre negli Stati Uniti il 24 febbraio 2017.

## Colonna sonora
La colonna sonora comprende brani di Beck, Foo Fighters e Radiohead, oltre a brani originali. Nella versione italiana i brani originali sono eseguiti da Giò Sada.

## Accoglienza

### Critica
Sul sito web dell'aggregatore di recensioni Rotten Tomatoes, il film ha un punteggio di approvazione del 47% basato su 57 recensioni, con una valutazione media di 5,3 / 10. Il consenso critico del sito recita: "Rock Dog è abbastanza amabile, ma la sua animazione di secondo livello e la sua storia poco ispirata si sommano a un film il cui magro fascino probabilmente sfuggirà a tutti tranne che agli spettatori più giovani e meno esigenti".

## Sequel
Negli USA viene distribuito il 15 giugno 2021 in DVD e Blu-Ray col titolo Rock Dog 2: Rock Around the Park, un altro sequel è stato distribuito il 24 gennaio 2023 direttamente in DVD, Blu-Ray e Digital Download col titolo Rock Dog 3: Battle the Beat.